# كهف بالفه
كهف بالفي (بالألمانية: Balver Höhle) هو أكبر كهف يستخدم كموقع ثقافي في أوروبا. تقع في بالفه، ألمانيا.

## وصلات خارجية
- Veranstaltungen in der Balver Höhle - Schützenbruderschaft St. Sebastian Balve باللغة الألمانية